# Schuberts Frühlingstraum
Schuberts Frühlingstraum ist eine deutsche Musik- und Filmromanze von Richard Oswald mit dem Sänger Carl Jöken in der Hauptrolle als Komponist Franz Schubert.

## Handlung
Geschildert wird eine Episode aus dem Leben des österreichischen Komponisten Franz Schubert.
In feucht-fröhlicher Runde sitzen einige Gäste in der beliebten Wiener Schenke „Höldrichsmühle“ zusammen und fordern die Wirtin Therese auf, ein Lied zu singen. Der junge Franz Schubert, der gerade probeweise eine Stelle als Schulmeister an der Gemeindeschule angetreten hat, wird gebeten, Therese am Klavier zu begleiten, da der eigentliche Pianist vom eifersüchtigen Küfer der Schenke, Sepp, herausgeworfen wurde. Schubert hat schon mehrfach Therese am Klavier begleitet und ruft auch diesmal Beifallsstürme unter den Gästen hervor, die er aber nicht mehr mitbekommt, weil der schüchterne, junge Mann bereits vorher die Lokalität verlassen hat. Vor dem Beisl sieht Schubert gerade die Comtesse Esterhazy einer Kutsche entsteigen. Mit dabei: ihr Vater, der alte Graf, und Herr von Fekete, den die Comtesse auf Wunsch des alten Herrn demnächst ehelichen soll. Franz Schubert ist von der äußeren Erscheinung Maria Esterhazys geradezu entzückt und kann seine Augen gar nicht mehr abwenden. Gräfin Esterhazy begrüßt Schubert besonders zuvorkommend, weil sie den für sie ausgesuchten Gatten in spe nicht ausstehen kann. Schubert bekommt dies in den falschen Hals und glaubt nun, die junge, schöne Adelige zeige Interesse an ihm.
Doch Marias Höflichkeit und Zuvorkommenheit gilt allein dem Künstler Schubert, den sie als genialen Musiker verehrt. Therese erkennt rasch, dass sich Schubert in seiner Verliebtheit in etwas verrennt und bitte Maria, so schnell wie möglich die „Höldrichsmühle“ wieder zu verlassen. Schubert kann Marias übereilten Aufbruch nicht verstehen und ist darüber sehr traurig. Zu allem Überfluss verliert der talentierte Nachwuchskomponist auch noch seine Anstellung als Gemeindeschullehrer, woraufhin Schubert seine besten Kompositionen unter Wert verkaufen muss, um von irgendetwas leben zu können. Therese, die heimlich für Schubert schwärmt, erweist sich ein weiteres Mal als rettender Engel und verschafft Franz heimlich ein Engagement für ein Konzert im Palais der Grafen Esterhazy. Schubert selbst glaubt irrtümlicherweise, dass nur Maria hinten dieser Einladung stecken könne. Auf dem Höhepunkt des Konzerts singt Maria ein ihr von Schubert gewidmetes Liebeslied. Schubert macht ihr daraufhin einen Heiratsantrag und ist umso mehr bestürzt, als seine adelige Herzdame diesen mit freundlichen, sanften Worten ablehnt.

## Produktionsnotizen
Schuberts Frühlingstraum entstand zum Jahresende 1930 in den Efa-Ateliers in Berlin-Halensee und wurde am 30. Januar 1931 im UFA-Theater Universum uraufgeführt. In Wien lief der Film am 6. März 1931 am.
Felix Günther übernahm auch die musikalische Leitung seiner an Franz Schuberts Kompositionen angelehnten Lieder. Die Filmbauten entwarf Franz Schroedter, für den Ton sorgte Alfred Norkus.

## Musik
Folgende Musiktitel wurden gespielt:
- Das Glück ging vorüber
- Ständchen: Leise flehen meiner Lieder
- Ungeduld: Ich schnitt es gern in alle Rinden ein

## Kritik
Paimann’s Filmlisten resümierte: „Ein kleines Sujet ist stark mit Schwankmotiven durchsetzt, durch Dialogwitze aufgepulvert, Jöken in Darstellung und Gesang der Schubert des Dreimäderlhauses. (…) Die Regie hat vieles vergröbert.“